# Tesco Bank
Tesco Bank est une banque de détail britannique créée en 1997 et détenue à 100% par Tesco depuis 2008. La banque a été créée dans le cadre d'une co-entreprise à 50/50 entre The Royal Bank of Scotland et Tesco. Tesco a ensuite acquis la participation de Bank of Scotland, et exploite maintenant sous sa propre licence bancaire dans le cadre du Régime d'Indemnisation des Services Financiers.
La banque offre une gamme d'assurance, de cartes de crédit, de prêts, d'épargne, d'hypothèques et de produits de voyage et lance un service de compte courant en juin 2014. En février 2014, la banque compte environ 7 millions de comptes clients.

## Histoire
Avant la formation de Tesco Personal Finance plc, Tesco a eu une co-entreprise bancaire avec NatWest, qui s'est terminée en février 1997. TPF a été créée en juillet 1997 à la suite du lancement réussi de Sainsbury's Bank par son principal concurrent britannique, Sainsbury's. La banque a été lancée en co-entreprise avec la Royal Bank of Scotland. Des filiales de la Banque Royale, telles que Direct Line, UKI et Lombard Direct, ont aidé Tesco Personal Finance à fournir des produits d'assurance.
En juillet 2008, Tesco annonce qu'ils achetaient la participation de 50 % de Royal Bank of Scotland pour 950 millions de livres. La transaction a été achevée plus tard dans l'année,.
En octobre 2009, Tesco Personal Finance a été rebaptisé Tesco Bank.

## Services
Tesco Bank fournit une gamme de comptes personnels, y compris les comptes courants, les hypothèques, les cartes de crédit, les prêts, les comptes d'épargne, les assurances et les devises étrangères. Les prêts hypothécaires ont été ajoutés en août 2012, après avoir brièvement offert des produits fournis par First Active en 2004.
La banque a confirmé en 2013 qu'elle prévoyait de lancer un compte courant,, et le premier compte a été lancé le 10 juin 2014.

## Bureaux
La banque est enregistrée en Écosse au 2 South Gyle Crescent, à Édimbourg. En tant que co-entreprise, la banque a partagé son siège social avec RBS à St Andrew Square, à Edimbourg. 
En juillet 2010, Tesco Bank a ouvert deux grands bureaux au Quorum Business Park à Newcastle et un plus grand à Broadway One à Glasgow.
Le logiciel Tesco Bank est développé à son siège social à Édimbourg et aussi au campus de Bengaluru dans l'État indien de Karnataka. 

## Agences
En 2009, Tesco lance un plan pour déployer des succursales en magasin, sous la marque Tesco Bank,.
En outre, il existe plus de 270 bureaux de change Tesco en magasin, géré par une co-entreprise avec Travelex.

## Incident de fraude 2016
Le 6 novembre 2016, les journaux britanniques publient que les clients de Tesco Bank affirmaient que des centaines ou, dans certains cas, des milliers de livres avaient été perdues de leurs comptes, certaines transactions portant sur des cartes non autorisées provenant du Brésil. Le jour suivant, la banque a suspendu les transactions en ligne et a fait une déclaration indiquant que jusqu'à 40 000 clients avaient été touchés.